# Ramulus vicinus
Ramulus vicinus är en insektsart som först beskrevs av Chen, S.C. och Y. Li 1999.  Ramulus vicinus ingår i släktet Ramulus och familjen Phasmatidae. Inga underarter finns listade i Catalogue of Life.